# Hager City
Hager City ist ein CDP im Pierce County im Westen des US-amerikanischen Bundesstaates Wisconsin.

## Geographie

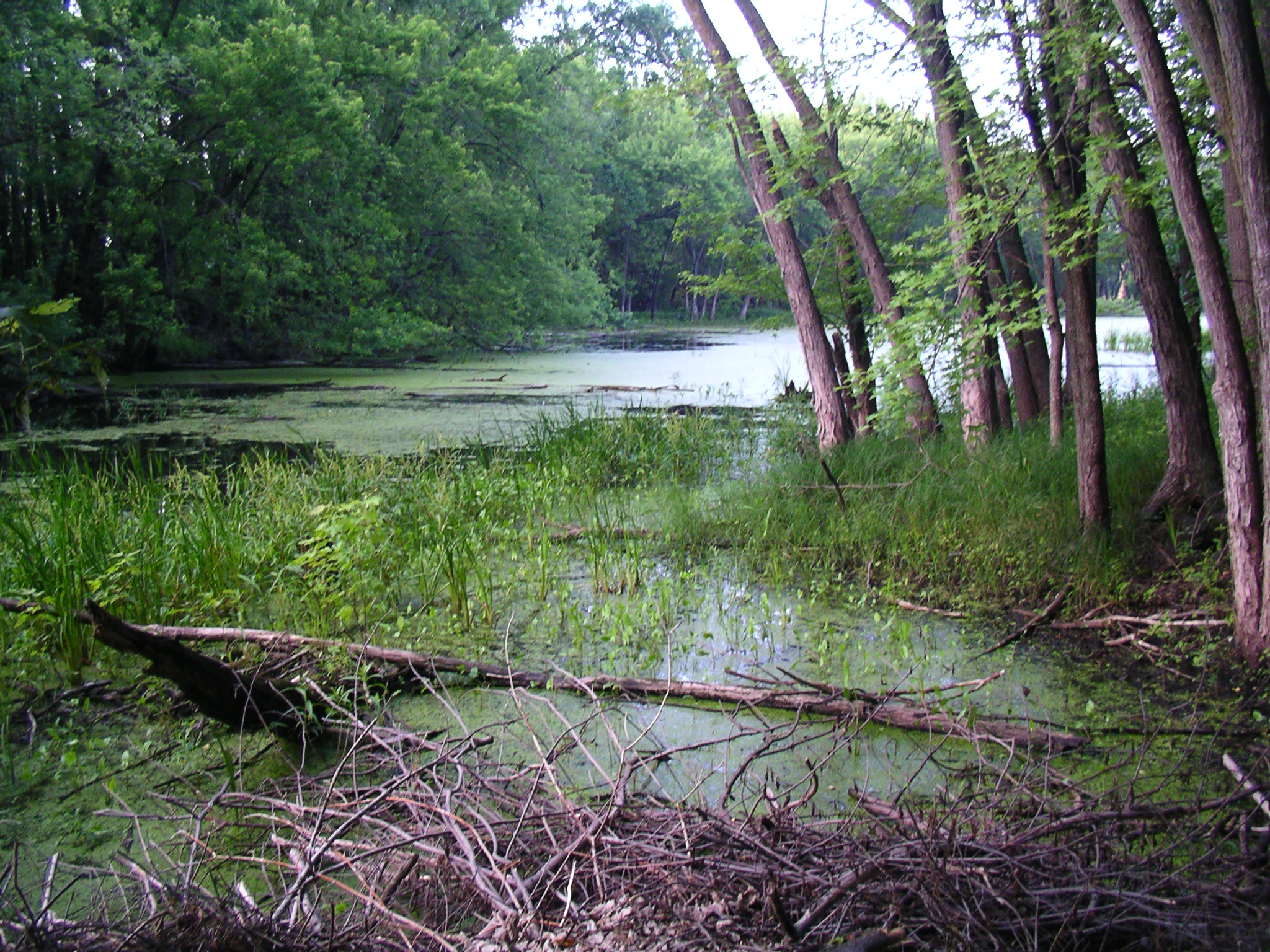
Auen des Mississippi südlich von Hager City

Hager City liegt am östlichen Ufer des oberen Mississippi gegenüber der Stadt Red Wing im benachbarten Bundesstaat Minnesota. Der Lake Pepin befindet sich rund 8 km unterhalb von Hager City.
Der Ort, der über keine eigene Verwaltung verfügt und nur aus statistischen Gründen zu einem CDP zusammengefasst wurde, liegt auf 44°36′6″ nördlicher Breite und 92°32′18″ westlicher Länge und erstreckt sich über eine Fläche von 5,02 km².
In den Auen des Mississippi südlich von Hager City befinden sich die Pierce County Islands State Public Hunting Grounds, ein naturbelassenes Areal, in dem das Jagen und Fischen unter Auflagen erlaubt ist.
Die Nachbarorte sind neben Red Wing, Minnesota (5 km südlich) noch Trenton, Wisconsin (2,4 km westlich) und Bay City, Wisconsin (8,1 km östlich).
Die nächstgelegenen größeren Städte sind Saint Paul, Minnesota (69 km nordwestlich), Eau Claire, Wisconsin (115 km östlich), La Crosse, Wisconsin (115 km südöstlich) und Rochester, Minnesota (78,8 km südlich).

## Verkehr
Hager City liegt an der Kreuzung des auf diesem Abschnitt die Great River Road bildenden Wisconsin Highway 35 mit dem U.S. Highway 63, der über die Red Wing Bridge nach Red Wing in Minnesota führt. Durch Hager City verläuft eine Bahnlinie der BNSF Railway, die entlang des gesamten Laufes des Mississippi führt.

## Bevölkerung
Bei der Volkszählung im Jahr 2010 hatte Hager City 338 Einwohner.